# 圣诞葡萄汁

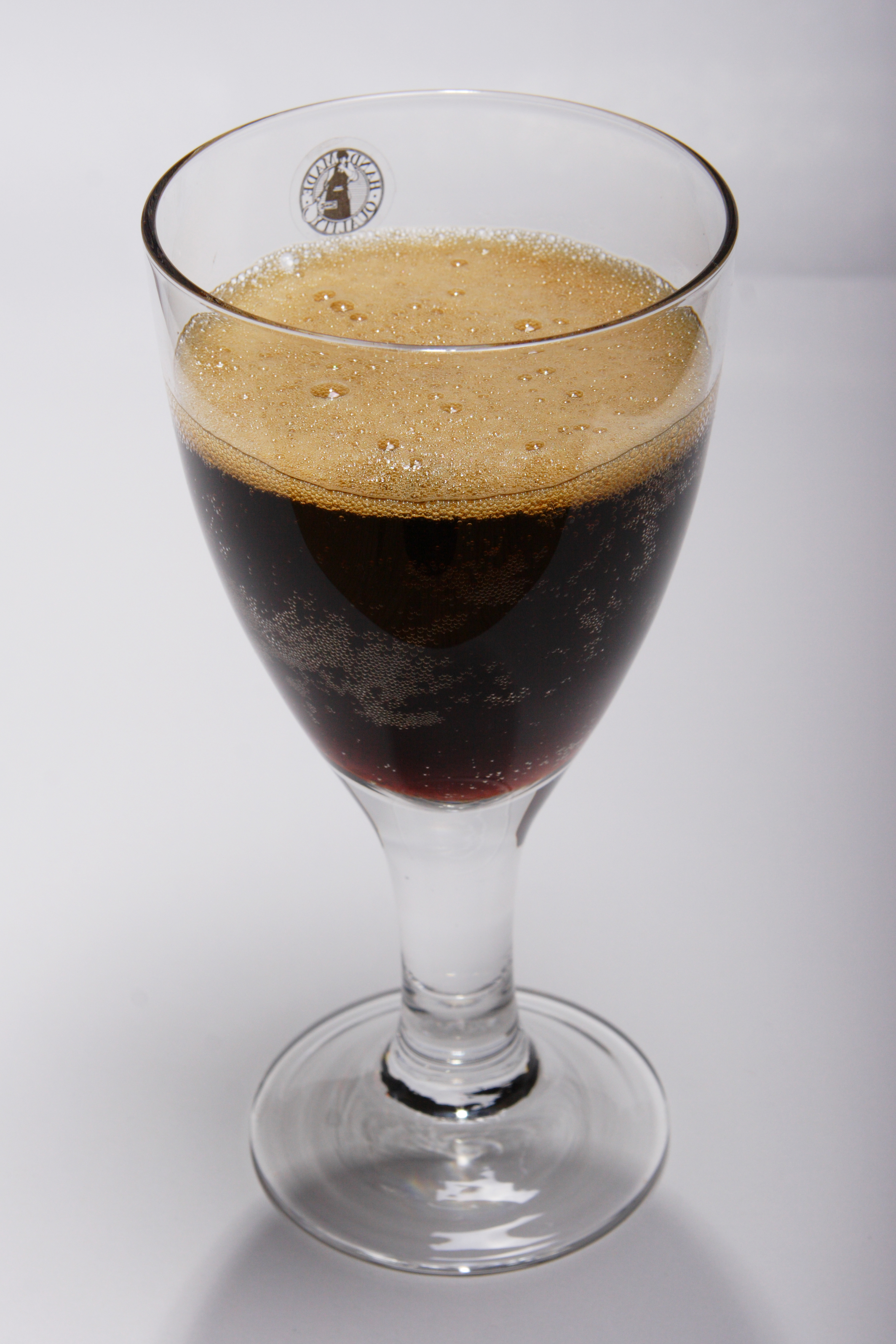
圣诞葡萄汁

聖誕葡萄汁（Julmust），是一种瑞典非酒精饮料，由麥芽、啤酒花及多种香料酿制而成，主要在圣诞节期间饮用。在其它时间，很难在商店里买到Julmust，但有时它也会以must的名字在一年的其它时间售卖。在复活节，它的名字又变为påskmust（påsk意思是“复活节”）。最近商店里又出现了一种新名字，叫做Sommarmust（sommar的意思是“夏天”）。无论叫做什么名字，其成份都是一样的，只是灌装前的贮藏时间有可能不同。但这种饮料在圣诞节較常飲用，在复活节‧比較少飲用，而在夏季飲用的人就少之又少。每到12月，只有900万人口的瑞典会飲用4500万升julmust，大约佔十二月饮料總消费量的一半。
此葡萄汁的配方於1910年由哈利·羅伯特和他的父親羅伯特·羅伯茨發明，用作替代啤酒的不含酒精飲料。現在只有位於厄勒布魯的Roberts AB獨家生產。
據說原來的配方被鎖在一個安全的地方，並只有兩個人知道完整的配方。